# Schutzstaffel
Schutzstaffel ( (dob. zaščitni vod; kratica SS) je bila paravojaška organizacija Nacionalsocialistične nemške delavske stranke (NSDAP). Sprva je bil Schutzstaffel del Sturmabteilunga (SA), a je po noči dolgih nožev pridobil samostojnost znotraj stranke.
Organizacijo je leta 1925 ustanovil Adolf Hitler za potrebe osebne straže. Pripadnike SS so izšolali za popolno zvestobo in poslušnost ter brezobzirnost do nasprotnikov. Od leta 1929 do razpada Tretjega rajha je SS vodil Heinrich Himmler, ki je pripadnike enote razdelil na dve glavni skupini: splošni SS (Allgemeine) in bojne enote SS (Waffen-SS). Enote SS so bile sprva podrejene SA in so leta 1934 pomagale Hitlerju v noči dolgih nožev, ko je odstranil svoje tekmece. Med pododdelki SS sta bila tudi Gestapo in varnostna služba (Sicherheitsdienst), ki je skrbela za domačo in tujo obveščevalno varnost. Bojne enote SS so bile elitne bojna skupina, ki se je borila skupaj z oboroženimi silami, vendar neodvisno od njih. Vodila je tudi koncentracijska taborišča. Mednarodno sodišče je po vojni SS uvrstilo med zločinske organizacije.